# Muhàmmad ibn Tughj al-Ikhxid
Abu-Bakr Muhàmmad ibn Tughj al-Ikhxid (àrab: أبو بكر محمد بن طغج الإخشيد, Abū Bakr Muḥammad ibn Ṭuḡj al-Iẖxīd) (882-946) fou el fundador de la dinastia ikhxídida d'Egipte. El nom complet era Abu-Bakr Muhàmmad ibn Tughj ibn Juff ibn Yiltakin ibn Furan ibn Khaqan al-Ikhxid.
Era fill de Tughj ibn Juff, un turc de Transoxiana que el 901 era governador de Damasc quan els càrmates amb suport de les tribus kalbites i dirigits pel dai Yahya ibn Zakrawayh, van atacar per sorpresa l'exèrcit del califa al-Mútadid (892-902) i van matar el general Subk al-Daylami i van atacar Damasc on van cremar la mesquita d'al-Rusafa, ocupant pel camí diverses viles; Tughj ibn Juff, un turc de Transoxiana, va quedar assetjat però fou rescatat per un exèrcit enviat des d'Egipte sota la direcció de Badr al-Kabir, un esclau d'Ibn Tulun, i Ibn Zakrawayh va morir en combat. El nou cap càrmata al-Husayn ibn Zakrawayh (germà de l'anterior) va derrotar i expulsar els egipcis i altres sirians (902) i es va fer amo de Síria però el general abbàssida Muhàmmad ibn Sulayman va arribar a la ciutat, el va derrotar i matar (903) i va netejar la zona de càrmates, i el governador local Tughj ibn Juff, el va reconèixer immediatament.
El seu fill Muhàmmad ibn Tughj fou nomenat governador (emir) d'Egipte (935) pel califa al-Radi (934-940) a petició o per recomanació d'Abu-l-Fat·h al-Fadl ibn Jàfar ibn al-Furat, antic gran visir i que era inspector de Síria i Egipte. Muhàmmad va rebre després (937) el títol d'al-Ikhxid (آلإخشي) perquè deia ser descendents dels ikhxids (reis) de Ferganà.
El 935 l'exèrcit fatimita estava concentrar a la ciutat de Barca esperant el moment per atacar Egipte; el comandant de la flota egípcia Ali ibn Badr, el general Badjkam i el governador d'Alexandria, Habashi, es van revoltar contra el nou governador Muhàmmad ibn Tughj al-Ikhshid i es van replegar cap a Barca on van quedar al servei del califa fatimita al-Qaim; aquest va enviar reforços dirigits pel seu llibert Zaydan i el seu general Ami al-Madjnun; l'1 d'abril del 936 els berbers kutama, la força de xoc dels fatimites, van ocupar Alexandria però l'emir ikhxídida va contraatacar i va recuprerar la ciutat i va rebutjar a l'exèrcit invasor cap a Barca.
El 938 Ibn Raik, fins aleshores comandant suprem abbàssida, fou nomenat governador de la regió de l'Eufrates superior i va voler recuperar el favor del califa recuperant Egipte de mans dels ikhxídides. El 939 va envair Palestina i a finals d'any va derrotar a Muhàmmad a al-Arish, però els ikhxídides es van recuperar i el 940 van empènyer Ibn Raik cap al nord fins a Ladjdjun on els dos exèrcits es van enfrontar en una batalla indecisa el 24 de juny de 940, en la qual va morir Abu-Nasr Husayn ibn Tughj, un dels germans de l'emir Muhàmmad ibn Tughj al-Ikhxid. Ibn Raik va trobar el cos i va reaccionar honorablement enviant al seu fill de 17 anys Abu l-Fath Muzahim, a l'emir ikhxídida, perquè fes amb ell el que considerés convenient. Però Muhàmmad ibn Tughj no va prendre venjança, va donar robes esplèndides al jove, i el va casar amb la seva filla Fàtima. Aquest doble gest va portar la pau a les dues parts que van acordar que els ikhxídides governarien el sud de Palestina i Ibn Raik el nord amb un tribut de 140.000 dinars anuals que pagaria el govern egipci. Ibn Raik va morir dos anys després però sembla que el tractat fou respectat en aquest temps. Així Palestina va quedar afegida al govern de Muhàmmad i Síria i l'Hedjaz s'hi van afegir el 942.
El seu esclau eunuc negre Abu l-Misk Kafur va ser alliberat i va ocupar altres funcions fins a arribar a comandant en cap de l'exèrcit (945) i tutor dels dos fills de l'emir. Fou Kafur qui va dirigir l'expedició de Síria el 945 que va assegurar el control de Damasc; aquesta expedició va començar quan Abu l-Hasan Ali ibn Hamdan d'Alep conegut per Sayf al-Dawla, amb el suport dels Banu Kilab, va planejar la conquesta de Damasc. Va avançar al sud i va prevaldre en la batalla del riu Rastan (al sud d'Hamat) fent milers de presoners i entrant a Damasc. Els ikhxídides van establir el seu campament a Tibèrias i van avançar al nord; llavors molts homes de Sayf al-Dawla es van passar al camp ikhxídida i finalment aquests van vèncer prop de Kinnasrin. Després d'això es va acordar una treva.
Va morir el juliol de 946 i Kafur, com a visir, va garantir la successió al fill Abu l-Kasim Anukur ibn al-Ikhshid, conegut com a Unudjur (emir 946-961). A la mort de Muhàmmad, Sayf al-Dawla ho va tornar a provar i va avançar al sud cap a Palestina i el 22 de desembre de 946 va lliurar la decisiva batalla d'Iksal a Galilea i va ser derrotat per segona vegada. L'exèrcit ikhxídida manat per Hasan ibn Tughj i per Unudjur, germà i fill respectivament de Muhàmmad, i pel regent de facto Abu-l-Misk Kàfur, va entrar a Damasc sense resistència.